# コライオ湾

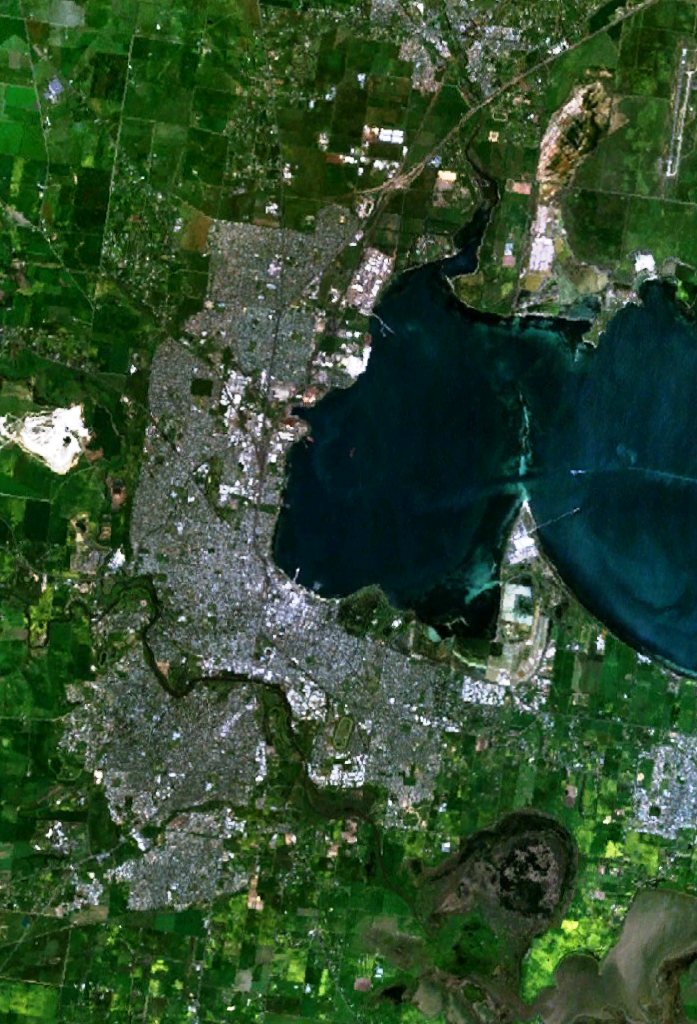
ジーロング周域、ランドサット7が撮影

コライオ湾（コライオわん、Corio Bay）は、オーストラリア大陸南東部、ポートフィリップ湾の湾内湾である。ポートフィリップ湾口西側のベラリン半島（Bellarine Peninsula）により区切られている。ビクトリア州第2の規模の都市ジーロングを擁する。ロイヤル・ジーロング・ヨット・クラブの本拠地である。
北部の一部はポートフィリップ湾沿岸の多くの地域と共に1982年にラムサール条約登録地となった。

## 名前の由来
1824年にハミルトン・ヒューム（Hamilton Hume）とウィリアム・ホヴェルが湾に到達し、現地のワダウルン人と面会した時には、現地人は湾を "Jillong" と、周辺の土地を "Corayo" と呼んでいた。1830年代に再調査が行われたときには逆転していた。つづりは "Corio" と英語化された。